# Francis Thorne
Francis Thorne (Bay Shore, New York, 23 juni 1922 - 7 maart 2017) was een Amerikaans componist en jazzpianist.

## Biografie
Thorne werd in een muzikale familie geboren. Zijn grootvader was Gustave Kobbé, die een in de Verenigde Staten bekend boek getiteld Kobbé's Opera Book gepubliceerd heeft. Op vijfjarige leeftijd speelde hij de gasten van zijn ouders de eerste melodieën voor. Hij studeerde aan de Yale School of Music in New Haven bij Paul Hindemith en Richard Donovan. Aansluitend was hij 3½ jaar in de United States Navy tijdens de Tweede Wereldoorlog. Daarna was hij negen jaar als beursmakelaar aan de Wall Street. Gedurende deze periode bleef hij jazz op de piano spelen en kwam hij in contact met Duke Ellington. Op zijn advies spelde hij twee jaar in het Hickory House in Manhattan, zijn eerst professionele baan als musicus.
Zijn terugkomst in de wereld van de muziek heractiveerde zijn gedachten om te componeren en bracht hem samen met David Diamond. Hij volgde twee jaar privéstudie met hem in Florence. Kort daarna ging zijn Elegy voor orkest met het Philadelphia Orchestra onder leiding van Eugene Ormandy in première. Na het succes van Elegy kwam hij terug naar New York, waar hij sindsdien woonde.
Hij schreef meer dan 120 werken, symfonieën, concerten, werken voor harmonieorkest, kamermuziek, series van "Lyric Variations" en "Rhapsodic Variations", koormuziek en liederen. Hij is medeoprichter van het American Composers Orchestra en in deze functie zet hij zich voor de verbreiding van werken van talrijke jonge componisten in. Hij was president van de Thorne Music Fund en directeur van de Music Theatre Group, de Walter M. Naumburg Foundation en de American Composers Alliance. Hij was eveneens lid van de American Academy of Arts & Letters.

## Composities

### Werken voor orkest

#### Symfonieën
- 1969 Symfonie Nr. 3, voor slagwerk en strijkorkest
- 1984 Symfonie Nr. 5
- 1992 Symfonie Nr. 6, voor banjo, piano, harp en strijkers
- 1994 Symfonie Nr. 7 "Along the Hudson", voor gemengd koor en orkest
- Symfonie Nr. 1
- Symfonie Nr. 2
- Symfonie Nr. 4

#### Solo concerten met orkest
- 1955-1956 Concerto Nr. 2, voor cello en orkest
- 1964 Rhapsodic Variations No. 1, voor piano en orkest
- 1965 Concert Nr. 1, voor piano en orkest
- 1971 Quartessence, voor modern Jazz-kwartet en orkest
- 1972 Fanfare, Fugue and Funk, voor drie trompetten en orkest
- 1975 Concert, voor piano en kamerorkest
- 1976 Concert, voor viool en orkest
- 1985 Concerto Concertante, voor fluit, klarinet, viool, cello en kamerorkest
- 1989 Concert Nr. 3, voor piano en orkest
- 1996 Concert, voor klarinet en orkest
- 1999 Rhapsodic Variations No. 7, voor piano en orkest
- 2000 Concert, voor hobo en orkest
- 2004 Triple Concerto, voor althobo, basklarinet, altviool en orkest

#### Andere orkestwerken
- 1962 Fantasia, voor strijkorkest
- 1963 Elegy, voor orkest
- 1964 Burlesque Overture
- 1967 Seven Set Pieces, voor 13 spelers
  1. Chorale Prelude
  2. Finale
  3. Grotesque I
  4. Grotesque II
  5. Jam Session I
  6. Jam Session II
  7. Romance
- 1968 Sonar Plexus
- 1984 Pop Partita
- 1997 Flash Dances
- 2001 Concerto, voor orkest

### Werken voor harmonieorkest
- 1970 Antiphonies, voor vier instrumentale groepen
- 1970 Contra-Band, voor harmonieorkest
- 1980 Gems from Spoon River, voor harmonieorkest

### Missen en gewijde muziek
- 1959 De Profundis, voor sopraan, gemengd koor en orgel
- 1960 Nunc Dimittis, voor sopraan en orgel
- 1962 Magnificat, voor sopraan en orgel
- 1962 Prepare Ye the Way of the Lord, voor bariton en orgel
- 1963 Evening Prayer, voor gemengd koor en orgel - tekst: John Henry Newman
- 1964 Kyrie Eleison, voor vrouwenkoor
- 1964 Thy Word Resound, voor gemengd koor en orgel
- 1994 Lighten Our Darkness, voor gemengd koor

### Toneelwerken
- 1961 Fortuna, Operette
- 1965 Opera Buffa for Opera Buffs, naar Wolfgang Amadeus Mozart
- 1974 Prufrock, ballet voor zeven instrumenten
- 1976 Echoes from Spoon River, ballet voor piano en slagwerk
- 1991-1993 Mario and the Magician, opera, proloog en 1 akte - première: Brooklyn College Opera Theater, 12 maart 1994 - libretto: J.D. McClatchy, naar een verhaal van Thomas Mann

### Werken voor koren
- 1970 A Maad Wriggle, voor madrigaal-koor
- 1983 Praise and Thanksgiving, voor gemengd koor en orkest

### Vocale muziek
- 1962 Nocturnes, voor middenstem en piano naar gedichten van Robert Fitzgerald
- 1977 Love’s Variations, voor sopraan, fluit en piano
- 1978 La Luce Eterna, voor sopraan en orkest - tekst: van Dante’s Canto uit Paradiso (Canto XXXIII), in Italiaans
- 1981 Nature Studies, drie gedichten van Howard Moss voor mezzosopraan, fluit en harp
  1. Going to Sleep in the Country
  2. Looking Up
  3. The Cricket
- 1988 Money Matters, voor tenor, fluit, klarinet, hoorn, piano, viool en cello
- 1995-1996 Echo, voor sopraan solo en gemengd koor
- 2002 Four Seasons, liederen voor mezzosopraan, klarinet en basklarinet

### Kamermuziek
- 1960 Strijkkwartet No. 1
- 1963 Anniversary Fanfare, voor koperblazers en slagwerk
- 1963 Music for a Circus, voor zeven instrumenten
- 1967 Strijkkwartet No. 2
- 1968 Chamber Deviations, voor klarinet, contrabas en slagwerk
- 1971 Simultaneities, voor koperkwintet, elektrische gitaar en slagwerk
- 1972 Evensongs, voor fluit, harp, gitaar, celesta en slagwerk
- 1972 Lyric Variations No. 2, voor blazerskwintet en slagwerk
- 1972 Lyric Variations No. 3, voor viool, cello en piano
- 1975 Chamber Concerto, voor solo cello en tien instrumenten
- 1975 Head Music, voor klarinet, cello en piano
- 1975 Strijkkwartet No. 3
- 1977 Five Set Pieces, voor saxofoonkwartet
- 1977 Grand Duo, voor hobo en klavecimbel
- 1979 Duo Sonatina, voor twee solo fagotten
- 1980 Eine Kleine Meyermusik, voor klarinet en cello
- 1983 Burlesk Pit Music, voor hobo, klarinet en cello
- 1983 Divertimento No. 3, voor blazerskwintet
  1. Fun and Games
  2. Intro and Madcap Finale
  3. Intro and Opening Number
  4. Summer Nocturne
  5. Trills Galore
- 1984 Strijkkwartet No. 4
- 1985 Rhapsodic Variations No. 2, voor klarinet, viool en cello
- 1986 Rhapsodic Variations No. 3, voor hobo en strijkers
- 1987 Rhapsodic Variations No. 4, voor altviool
- 1988 Rhapsodic Variations No. 5, voor viool en piano
- 1990 Remembering Dizzy, voor koperkwintet
- 1990 Two Environments, voor koperkwintet
- 1991 Partita No. 2, voor klarinet, fagot, viool, altviool en contrabas
- 1996 How Wild the Rows, voor fluit, klarinet, viool en cello
- 1998 Quiet Night Song, voor cello en piano
- 1999 Lyric Variations No. 8, voor celesta, fluit en cello
- 2002 Lyric Variations No. 4, voor viool solo
- 2002 Nocturnes, voor middenstem en piano
- 2002 Strijkkwartet No. 3

### Werken voor orgel
- 1973 Two Pieces for Organ, voor orgel en slagwerk
- 1992 Centennial Fanfare

### Werken voor piano
- 1958 Broadway and 52nd, voor twee piano's
- 1959 Eight Introspections
- 1972 (S)he Does(n’t), twee stukken voor solo piano
- 1972 Piano Sonata
- 1977 A Lovesong Waltz
- 1998 Rhapsodic Variations No. 7

## Discografie
- Burlesque Overture: Rhapsodic Variations, CRI, 2001
- Porter On My Mind (met contrabassist Jack Six), CRI, 1993
- Irving Berlin Songs, (met Jack Six), CRI, 1996